# Acordo sobre a Conservação dos Albatrozes e Petréis

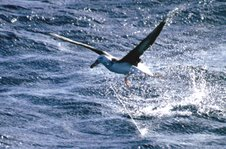
Albatroz-de-sobrancelha capturado acidentalmente por um navio espinheleiro.

O Acordo sobre a Conservação dos Albatrozes e Petréis (Agreement on the Conservation of Albatrosses and Petrels) é um tratado ambiental internacional com efeitos legais assinado em 2001. O seu objectivo principal é reverter a diminuição drástica de algumas populações de aves marinhas no hemisfério sul, particularmente no que diz respeito a albatrozes e procelarídeos, que têm vindo a ser ameaçados devido a espécies introduzidas nas colónias onde estas aves procriam, ou devido à poluição e à captura acessória por navios espinheleiros (onde morrem mais de  300 000 aves marinhas por ano). O Acordo define medidas a serem tomadas pelos governos signatários, visando a diminuição da pesca acessória, protecção das colónias de aves marinhas, e controlo e remoção das espécies introduzidas no seu habitat. 
O Acordo resultou de dois encontros e foi assinado em Camberra em Junho de 2001 por onze países. Foi, posteriormente, ratificado pela Austrália(2001), Equador(2003), Nova Zelândia(2001), Espanha(2003), África do Sul(2003), França(2005), Peru(2005), Reino Unido(2004), Chile(2005), Argentina(2006) e Noruega(2007). O tratado foi também assinado, mas não ratificado, pelo Brasil. Entrou em vigor a 1 de Fevereiro de 2004.